# Parque Estadual Pico do Paraná

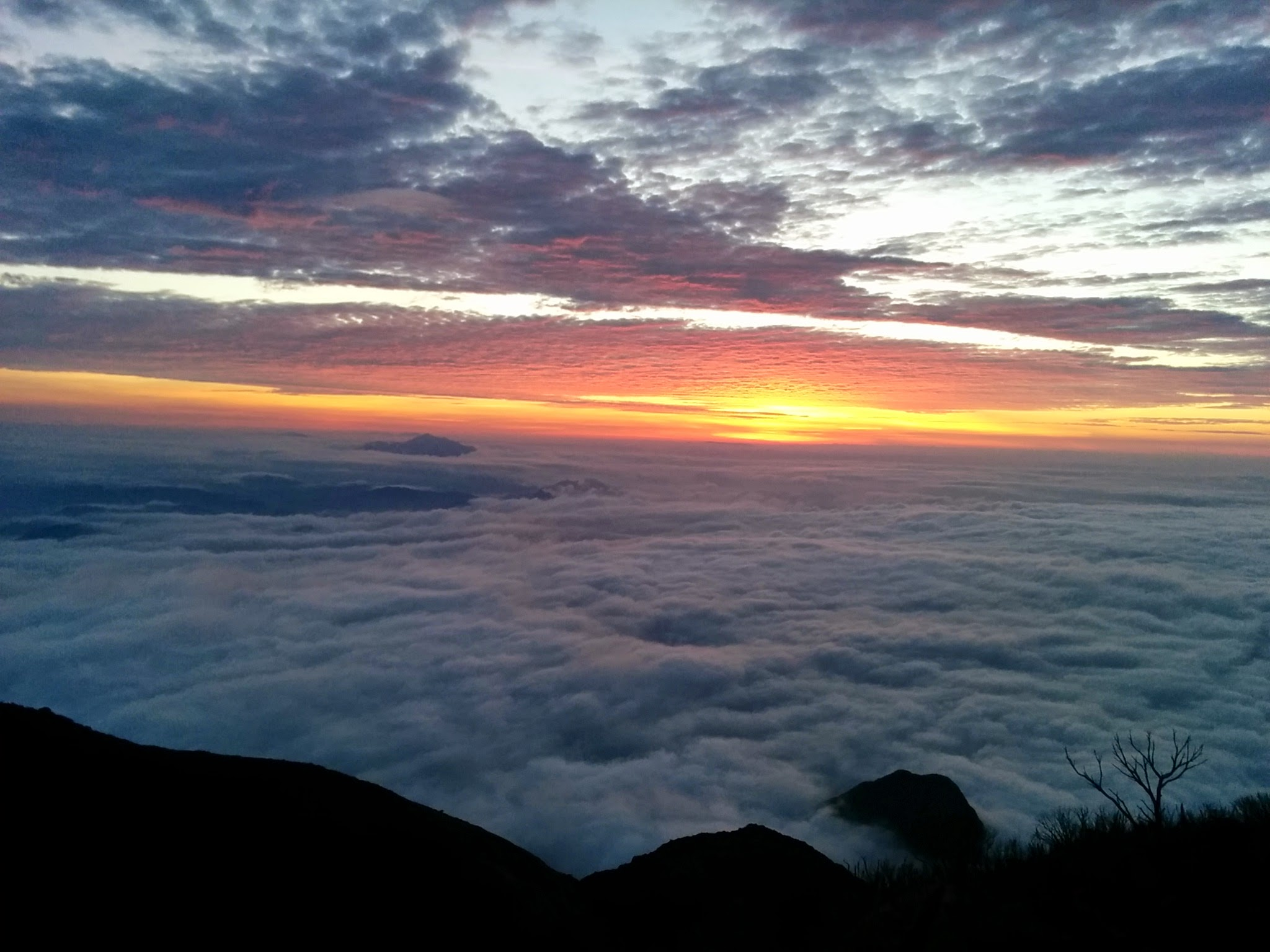
Nascer do sol visto pelo cume do Pico Paraná.

O Parque Estadual Pico do Paraná foi criado em 2002 e abriga algumas das maiores formações rochosas do estado do Paraná no Brasil, entre as quais, o Pico do Paraná (1.877,39 m), o Ibitirati (1.877m), o Ciririca, o Agudo da Cotia. O Paraná é o mais alto do sul do país.
O parque fica nos municípios de Campina Grande do Sul e Antonina, região metropolitana de Curitiba e Litoral, respectivamente. Com seus mais de 4 mil hectares, o Parque Estadual Pico Paraná faz parte do conjunto de montanhas que compõe a Serra do Mar.